# مارکوس تورانت
مارکوس تورانت (انگلیسی: Markus Thorandt؛ زادهٔ ۱ آوریل ۱۹۸۱) بازیکن فوتبال اهل آلمان است.
از باشگاه‌هایی که در آن بازی کرده‌است می‌توان به باشگاه فوتبال سن پائولی، باشگاه فوتبال آگسبورگ، و باشگاه فوتبال مونیخ ۱۸۶۰ اشاره کرد.